# Mansilla + Tuñón Arquitectos

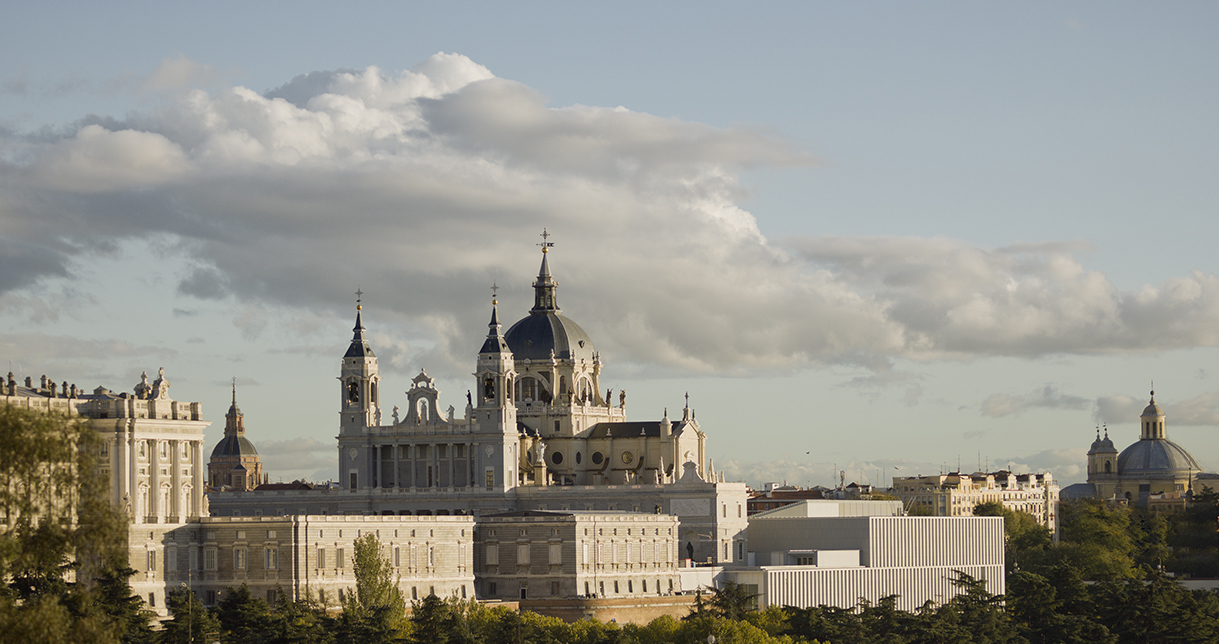
Museo de las Colecciones Reales en Madrid.

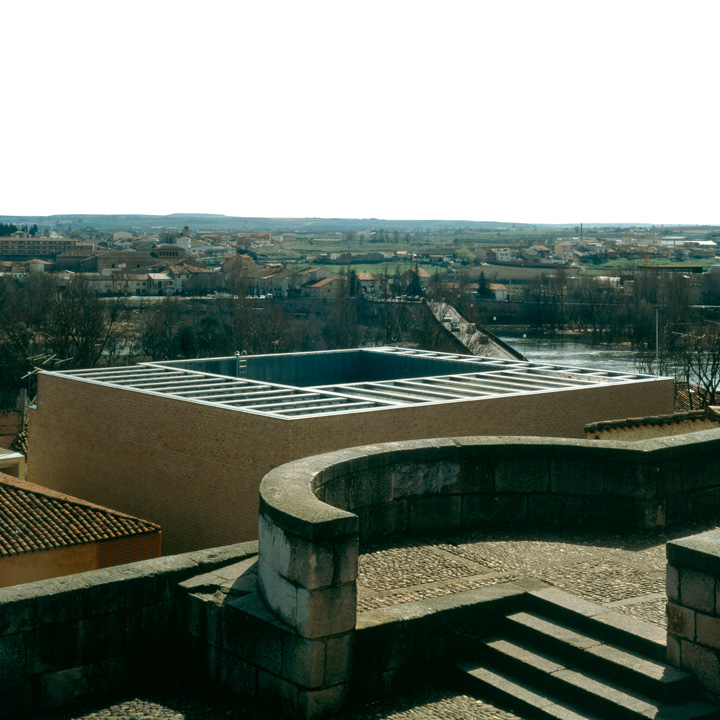
Museo de Zamora, España.

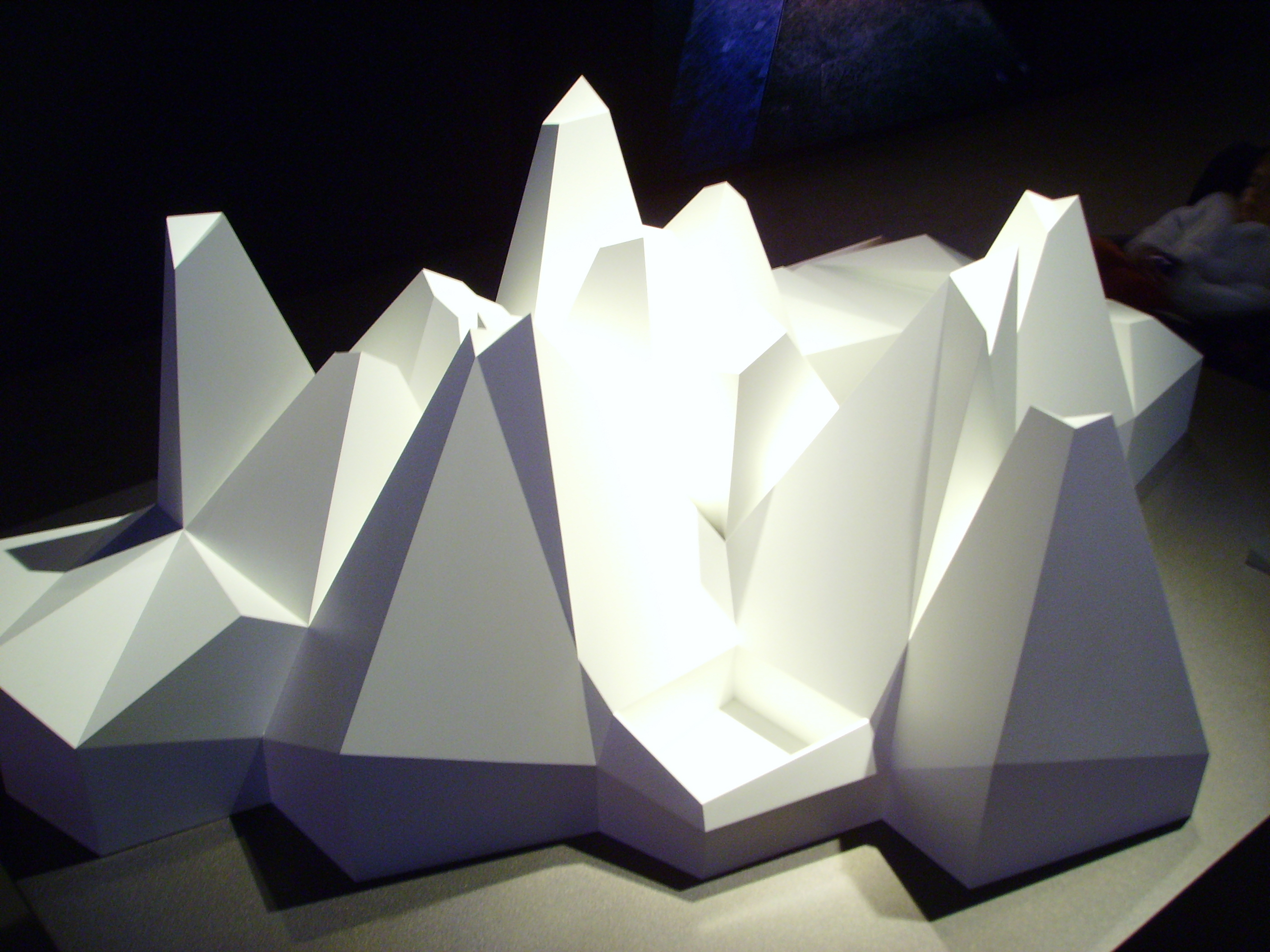
Museo de Cantabria (proyecto).

Mansilla + Tuñón Arquitectos (M+T) es un estudio de arquitectura español fundado en Madrid en 1992 por Luis Moreno Mansilla (Madrid, 1959-Barcelona, 2012) y Emilio Tuñón Álvarez (Madrid, 1958). En 2014 fue galardonado con la Medalla de Oro al mérito en las Bellas Artes por el Ministerio de Cultura de España.
Tal vez su obra más famosa hasta la fecha es el MUSAC de León, España, el edificio que ganó en 2007 Premio de Arquitectura Contemporánea de la Unión Europea – Premio Mies van der Rohe. También han ganado los concursos públicos para construir el Centro Internacional de Convenciones de Madrid (2007), así como el Museo de las Colecciones Reales, también en Madrid. 
Son profesores de la ETSAM de Madrid y han enseñado en la Escuela de Posgrado de Diseño en la Universidad de Harvard, la Escuela Politécnica Federal de Lausana, la Nueva Escuela de Arquitectura de Puerto Rico, la Städelschule en Fráncfort del Meno, y actualmente en la Escuela de Arquitectura de la Universidad de Princeton.
Sus obras ha sido ampliamente publicadas y expuestas en algunas de las más prestigiosas revistas, libros y museos en el mundo. En 2009 dirigieron la X Bienal de Arquitectura española.

## Obras notables
- Relais & Châteaux Atrio en Cáceres, España (2010)
- Centro de Artes Visuales de la Fundación Helga de Alvear de Cáceres, España (2010)
- Ayuntamiento de Lalín, España (2010)
- Casas gemelas en Tarifa, España (2009)
- Fundación Pedro Barrié de la Maza en Vigo, España (2005)
- Museo de Arte Contemporáneo de Castilla y León  (MUSAC) de León, España (2004)
- Biblioteca Regional Joaquín Leguina y rehabilitación del Archivo Regional de la Comunidad de Madrid  en la antigua fábrica de Cerveza El Águila en Madrid, España (2002)
- Auditorio Ciudad de León en León, España (2002)
- Museo de Bellas Artes de Castellón, España (2000)
- Centro de Natación de San Fernando de Henares, en Madrid, España (1998)
- Museo de Zamora, España (1996)

## Reconocimiento y premios
- Medalla de Oro al mérito en las Bellas Artes (2013)[2]
- Premio Big Mat 2013
- Premio FAD 2011[3]
- Premio A plus 2011
- Premio de Arquitectura Contemporánea de la Unión Europea – Premio Mies van der Rohe (2007) (para el MUSAC)* Premio FAD 2007
- Premio VIA 2006
- Premio Enor 2005
- Premio de Arquitectura de España 2003
- Premio COAM 2003
- Premio FAD 2001
- Premio COACV 2000
- Premio Œuvre excellente 2000
- Premio Fundación CEOE 1997
- Premio Architecti 1996

## Publicaciones seleccionadas
- Mansilla + Tuñón arquitectos 1992-2012, "El Croquis", n.º 161, San Lorenzo de El Escorial, Madrid, 2012
- Antonello Marotta, Mansilla + Tuñón, Edilstampa, Roma, Italia, 2012
- Concello de Lalín, o Castro Tecnolóxico. Ed. Concello de Lalín. Pontevedra, España, 2011
- Mansilla + Tuñón 1992-2011. AV Monografías nº144, Madrid, España, 2010
- Mansilla + Tuñón arquitectos, "El Croquis", n.º 149, (I), San Lorenzo de El Escorial, Madrid, 2010
- Mansilla + Tuñón arquitectos, "El Croquis", n.º 136-137, (III-IV), San Lorenzo de El Escorial, Madrid, 2007
- Patricia Molins. Mansilla + Tuñón dal 1992. Ed. Electa, Milan, Italia, 2007
- Luis Mansilla, Luis Rojo y Emilio Tuñón.  Escritos Circenses. Ed. Gustavo Gili, Barcelona, España, 2005
- Mansilla + Tuñón, Obra reciente, "2G", n.º 27, Ed. Gustavo Gili, Barcelona, España, 2003